# Каневский, Адольф Иосифович
Адольф Иосифович Каневский (27 октября 1932, Днепропетровск, УССР — 7 мая 1995) — советский кинорежиссёр и сценарист.

## Биография
В 1955 году окончил Челябинский педагогический институт. В 1966 — ВКСР.
С 1970 по 1995 работал на киностудии «Беларусьфильм».
Пробовал себя в разных сферах кинодокументалистики, от авангардного чёрно-белого производственного фильма «Зачем нужны контролёры» до поэтичных пейзажных «Нарочанской Баллады» и «Древа вечности».
Создал целую киногалерею портретов-размышлений о деятелях белорусского искусства: Ларисе Александровской, Александре Климовой, Михаиле Савицком, Валентине Елизарьеве, Инессе Душкевич.
Постепенно, в содружестве с творческой группой (операторами С. Петровским, И. Каганом, А. Донцом; композитором В. Копытько; звукорежиссёром В. Головницким) сформировался сложный и неподражаемый художественный почерк Адольфа Каневского, соединяющий отточенное мастерство кинометафоры с нетривиальностью визуального и драматургического ракурса, тонкость акустической полифонии с гибкой пластикой монтажа.

## Фильмография
- 1970 — Актриса — моя профессия
- 1970 — Дни Ивана Николаева
- 1971 — Рождается «Вихрь»
- 1971 — Белорусская сказка
- 1972 — Школьные акварели
- 1973 — Дом мастеров
- 1974 — Опалённая память
- 1975 — Новь белорусского села
- 1975 — Лариса Александровская
- 1976 — Дом Макаровых
- 1978 — Нарочанская баллада
- 1978 — Нет (фильм) — режиссёр и сценарист
- 1980 — Город на Соже
- 1980 — Здоровье — главная забота
- 1981 — Есть такое село — Вертилишки
- 1983 — Требуется, требуется, требуется…
- 1984 — Юрий Тарич
- 1986 — Вечная песня
- 1987 — Возвращение «Весны»
- 1987 — Сотвори праздник сам — режиссёр и сценарист
- 1988 — Цимбальные звоны — режиссёр и сценарист
- 1989 — Гуделка — режиссёр и сценарист
- 1989 — Данчик
- 1990 — Нам песня
- 1992 — Джульетта и другие
- 1993 — Такая вот судьба — режиссёр и сценарист
- 1994 — Древо вечности — режиссёр и сценарист